# William Lundin
William Stefan Lundin (* 12. September 1992 in Gävle) ist ein schwedischer Fußballtrainer. Zuletzt war er bis Juni 2025 bei Degerfors IF tätig.

## Sportlicher Werdegang
Lundin spielte in der Jugend bei Strömsbro IF und IFK Göteborg, wo sein Vater Stefan Lundin zuvor zeitweise als Cheftrainer der Wettkampfmannschaft tätig gewesen war. Anfang 2012 wechselte er zu Gefle IF, blieb aber verletzungsbedingt ohne Pflichtspieleinsatz in der Allsvenskan und beendete Ende 2013 seine aktive Laufbahn.
Lundin war zunächst als Jugendtrainer für Örgryte IS und Ljungskile SK tätig, ehe er 2017 bei Stenungsunds IF in der viertklassigen Division 2 seinen ersten Cheftrainerposten im Erwachsenenbereich antrat. Im folgenden Jahr übernahm er auf dem gleichen Liganiveau den Trainerposten beim FC Trollhättan. Als Tabellenzweiter der Staffel Norra Götaland gelang ihm mit der Mannschaft über die Aufstiegsspiele der Sprung in die drittklassige Division 1, wo er sich mit ihr im mittleren Tabellenbereich etablierte. Nach fünf Spielzeiten verließ er den Klub, um sich Ende 2022 als Assistent gemeinsam mit dem zuvor in Südafrika tätigen Torwarttrainer Lee Baxter dem Trainerstab von Mikael Stahre beim Erstligisten IFK Göteborg anzuschließen. Im Frühjahr 2023 wurde Stahre von seinem Amt freigestellt. Lundin übernahm gemeinsam mit dem weiteren Assistenten Alexander Tengryd interimistisch das Traineramt. Im Sommer verpflichtete der Klub mit dem Dänen Jens Berthel Askou einen neuen Cheftrainer, Lundin rückte dabei zurück auf die Rolle des Assistenten.
Ende 2023 verkündete Lundin seinen Abschied von IFK Göteborg, um mit einem Dreijahresvertrag ausgestattet beim Zweitligisten Degerfors IF das Cheftraineramt zu übernehmen. Hier war er auf Anhieb erfolgreich und führte die Mannschaft am Ende der Zweitligaspielzeit 2024 als Zweitligameister zum Aufstieg in die Allsvenskan. In die Spielzeit 2025 startete er mit zwei Siegen, bis zur Sommerpause Anfang Juni holte er 13 aus zwölf Spielen. Am 19. Juni wurde er unter Bezugnahme aus athmospärische Störungen mit der Mannschaft entlassen.